# Betty la Descuidada

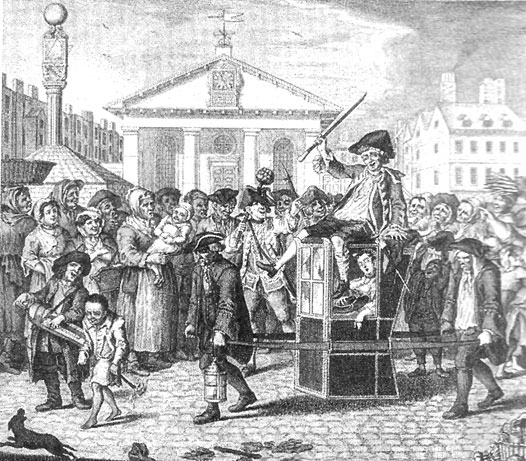
Betty dormida es llevada a casa en una silla de manos después de una noche de juerga en Boitard, The Covent Garden Morning Frolick, 1739.

Betty la Descuidada (en inglés, Betsy Careless; 1704-1739) fue una prostituta inglesa notoria y más tarde propietaria de un bagnio en el Londres del siglo XVIII. Probablemente nacida como Elizabeth Carless (aunque más tarde utilizó el nombre de Señora Elizabeth Biddulph), adaptó su apellido para que casara mejor con su profesión. Su nombre, belleza y reputación la convirtieron, al igual que Sally Salisbury antes que ella, en una especie de cortesana arquetípica en la cultura popular de la época.

## Biografía
Nacida alrededor de 1704 en Londres, nada se conoce de sus primeros años, pero ya era una cortesana establecida en la década de 1720. Inicialmente bajo la protección del abogado Robert Henley (posteriormente, Lord canciller), cuando en 1729 abrió su propia casa en Tavistock Row estaba asociada con Sir Charles Wyndham (luego Conde de Egremont). Wyndham y Betty probablemente tuvieron una relación mutuamente beneficiosa; él vivía libre mientras sus conexiones en sociedad aseguraron una clientela de clase alta para ella.
En Amelia, Henry Fielding recordó haberla visto en una obra de teatro cuando era una chica joven. Aunque, dijo, "sería imposible concebir una mayor apariencia de modestia, inocencia y sencillez", su belleza disfrazaba su verdadero carácter. La había visto unos días antes "en la cama con un libertino, en un bagnio, fumando tabaco, bebiendo ponche, hablando obscenidades y jurando y maldiciendo con todo el descaro e impiedad del más bajo y abandonado soldado".
Alguna idea de su reputación se puede adivinar del grafiti "Prayer" atribuido a ella en Bog-House Miscellany (ca. 1731): "Concédenos buenos hombres lujuriosos, gentiles, poderosos, o de lo contrario, detén nuestras ansias!", y su inclusión en una de las Joe Miller's Jests en que un admirador la felicita por la perfección de sus piernas y dice que son tan parecidas que "deben ser gemelas ", a lo que Betty responde, "Oh no señor, he tenido más de uno o dos entre ellas".
A principios de los años 1730 había alcanzado la cumbre de su carrera profesional, y se mudó a una casa en The Little Piazza en Covent Garden para probar suerte como alcahueta.
Ocupa el centro en el grabado de Louis Peter Boitard de 1739 The Covent Garden Frolick, en la que está siendo conducida a casa en una silla de manos después de una noche de juerga con el capitán "Mad Jack" Montague (que va sentado borracho en la parte superior de la silla). En la serie de William Hogarth El progreso de un libertino su nombre es tallado en las escaleras por un preso en la escena final. Según las notas en las Anécdotas de William Hogarth, este hombre es William Ellis de quien se decía que se había vuelto loco por su amor por Betty. En su ensayo sobre el doctor Johnson, Thomas Babington Macaulay la retrata como la cortesana arquetípica, caracterizando la vida de aquellos de "carácter literario" como precaria, afortunada de estar "a veces bebiendo champán y tokay con Betty Careless". Como muchas cortesanas y alcahuetas famosas de principios del siglo XVIII, puede haber inspirado el personaje de Mrs Cole en la novela pornográfica de John Cleland Fanny Hill.
A principios de 1735 había renunciado a su "casa desordenada" en Covent Garden (Jane Douglas se hizo cargo de ella); bebía fuertemente y no consiguió repetir el éxito que había disfrutado como prostituta cuando intentó dirigir un burdel. Anunció que iba a abrir una "cafetería" en Prujean Court en Old Bailey, pero ella misma reconoció que el sitio no estaba bien situado para su negocio y en su anuncio prácticamente suplicaba a sus clientes que la siguieran visitando. The Gentleman's Magazine anunció en octubre de 1739 que había sido enterrada de la casa de los pobres. Fielding grabó su epitafio en The Covent Garden Journal: 
"El miércoles por la noche pasado [22 de abril]
fue enterrada en la casa parroquial de Covent
Garden, Mrs Careless, conocida por muchos
años con el nombre de Betty la Descuidada por los
caballeros libertinos de la ciudad, de cuyo dinero
había sido la ocasión (como se dice) de gastar
más de cincuenta mil libras, aunque finalmente
reducida a recibir limosnas de la parroquia. Casi
una cierta consecuencia que asiste a madams en
su infeliz elenco de vida."